# Тімоті Спар
Тімоті Брюс Спар (нар. 1970) — американський астроном, відкривач багатьох малих планет.
З 2000—2014 роках працював у Гарвард-Смітсонівському астрофізичному центрі в Центрі малих планет. З вересня 2006 року по грудень 2014 року був директором Центру малих планет. Він є одним із першовідкривачів Калліррое, супутника Юпітера, та Альбіорікса, супутника Сатурна. Він також відкрив дві періодичні комети: 171P/Спар і P/1998 U4. Центр малих планет приписує йому відкриття 58 малих планет.
Тепер Шпар працює генеральним директором NEO Sciences LLC, консалтингової фірми, що спеціалізується на дослідженні навколоземних об'єктів, зокрема потенційно небезпечних астероїдів, та на захисті від астероїдної небезпеки. Він також є менеджером санкціонованої ООН Міжнародної мережі попередження про астероїди (IAWN) і членом консультативної ради Планетарного товариства, де він є адміністратором програми Shoemaker NEO Grant.
На його честь названий астероїд 2975 Спар.